# Peter Kornbluh
Peter Kornbluh (geboren 1956 in Ann Arbor) ist ein US-amerikanischer Politikwissenschaftler.

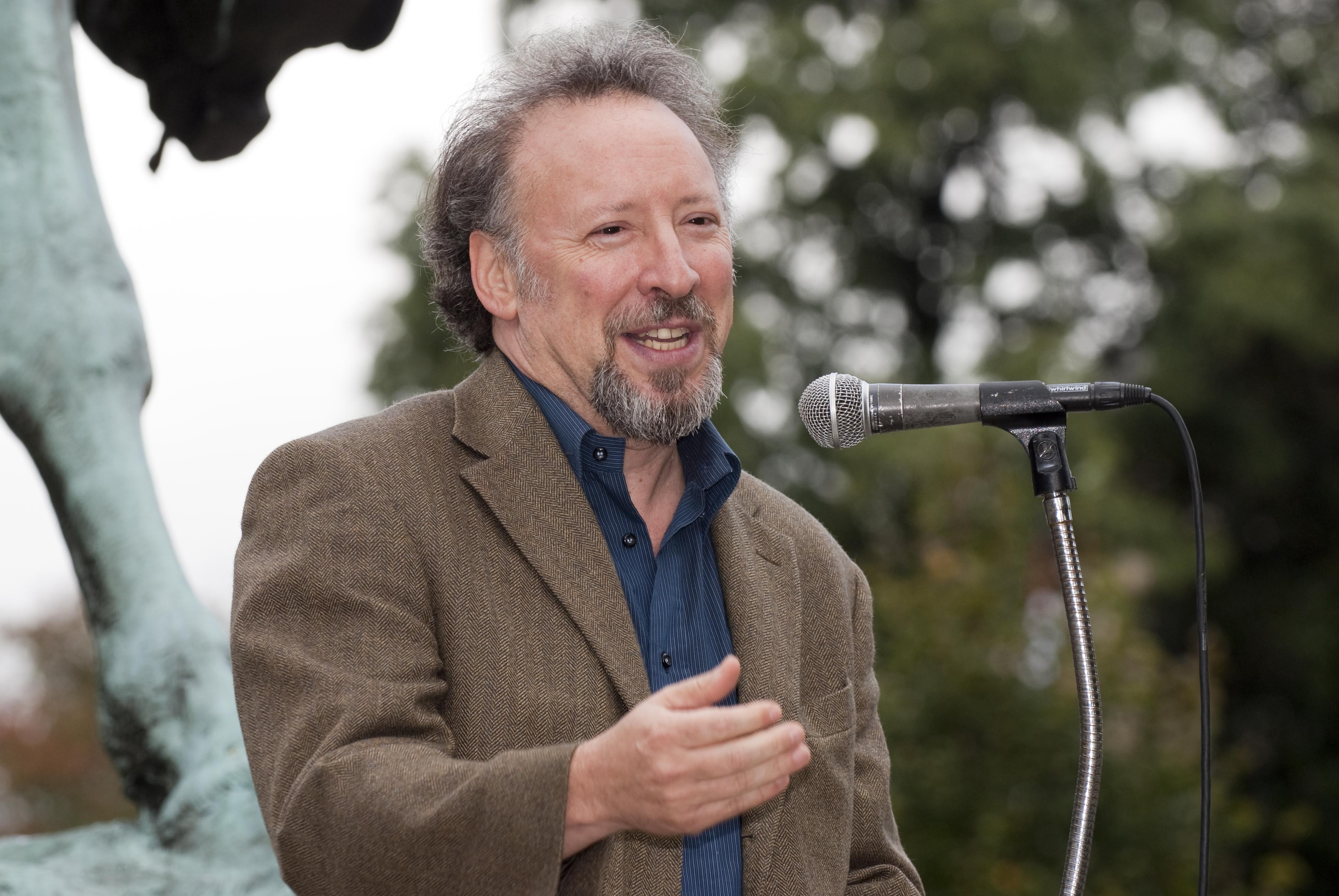
Peter Kornbluh (2009)

## Leben
Peter Kornbluh besuchte die Pioneer High School in Ann Arbor. Er studierte an der Brandeis University mit einem Abschluss als B.A. Ab 1986 arbeitete er am National Security Archive an der George Washington University in Washington, D.C. Von 1990 bis 1999 nahm er einen Lehrauftrag für Internationale Politik an der Columbia University wahr.
Kornbluh bearbeitete und veröffentlichte Akten jeweils nach ihrer Freigabe nach 30 Jahren zu verschiedenen außenpolitischen Aktionen der Vereinigten Staaten, so die Invasion in der Schweinebucht 1961, die US-Intervention in Chile 1973, die Iran-Contra-Affäre 1985. 
In Chile wurde Kornbluh 2017 mit dem Orden Bernardo O’Higgins geehrt.  

## Schriften (Auswahl)

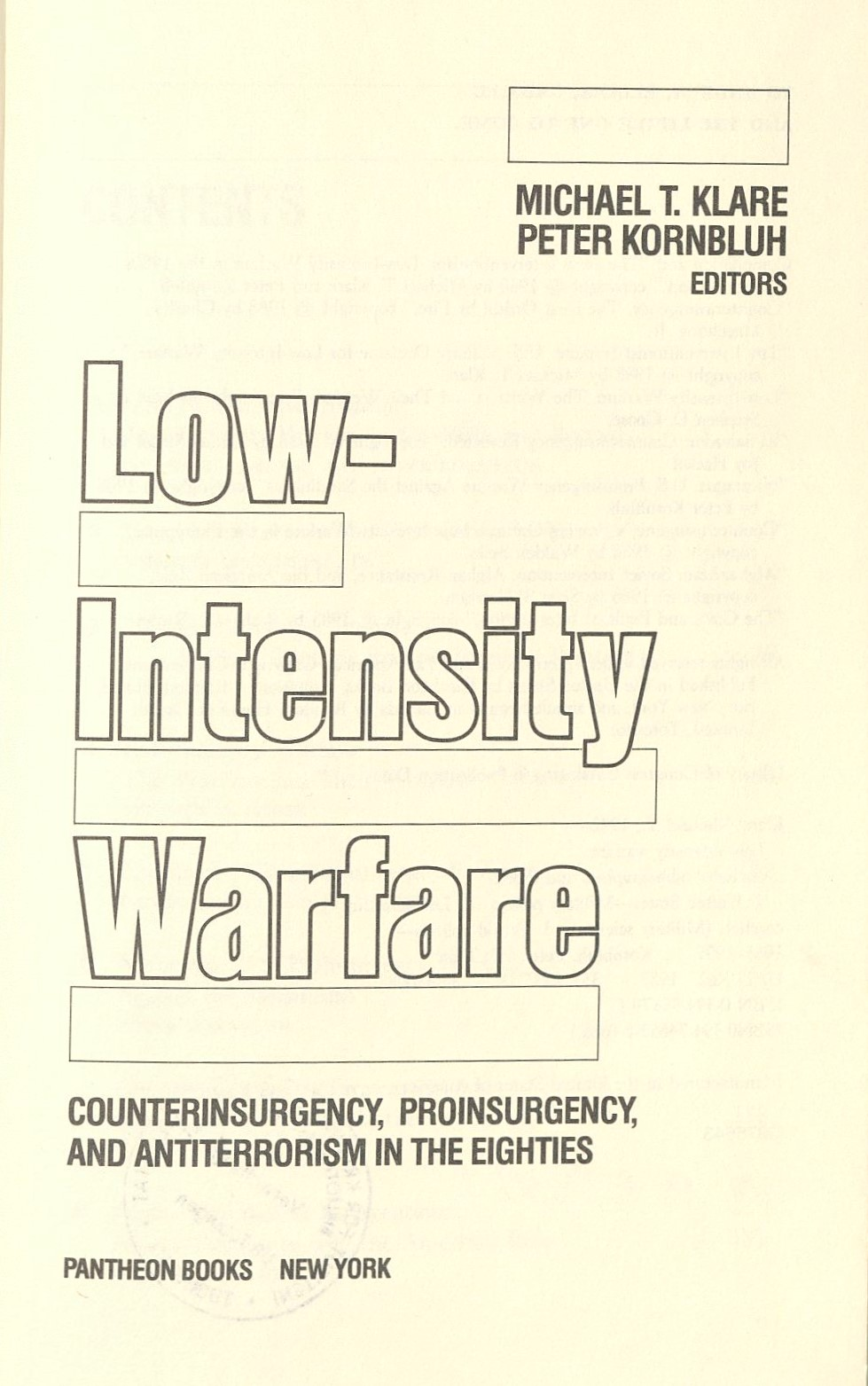
Low Intensity Warfare (1989)

- Peter Kornbluh: Nicaragua, the Prize of Intervention. Reagan's wars against the Sandinistas. Washington 1987
- The Pinochet File: A Declassified Dossier on Atrocity and Accountability. New York: New Press, 1989 (2013)
- Michael T. Klare, Peter Kornbluh (Hrsg.): Low Intensity Warfare: How the USA Fights Wars Without Declaring Them. New York: Methuen, 1989
- Lawrence Chang, Peter Kornbluh: The Cuban Missile Crisis, 1962. New York: New Press, 1992
- (Hrsg.): The Iran-Contra Scandal: The Declassified History. New York: New Press, 1993
- James G. Blight, Peter Kornbluh (Hrsg.): Politics of Illusion. The Bay of Pigs Invasion Reexamined. Boulder: Lynne Rienner, 1998
- Peter Kornbluh (Hrsg.): Bay of Pigs Declassified. The Secret CIA Report on the Invasion of Cuba. New York: New Press, 1998
- William M. LeoGrande, Peter Kornbluh: Back Channel to Cuba: The Hidden History of Negotiations between Washington and Havana. The University of North Carolina Press, 2014